# Первые Бобровы
Первые Бобровы — деревня в Даровском районе Кировской области в составе Даровского городского поселения.

## География
Находится на расстоянии примерно 6 км по прямой на северо-восток от райцентра поселка  Даровской.

## История
Известна с 1873 года как починок Бызинский (4 двора и 37 жителей), в 1905 11 и 77 соответственно, в 1926 уже деревня Бобровы (Бызинский), 21 хозяйство и 100 жителей, в 1950 22 и 70, в 1989 проживал 361 человек. Настоящее название утвердилось с 2010 года.

## Население
Постоянное население  составляло 337 человек (русские 97%) в 2002 году, 258 в 2010.